# Vrbka
Vrbka település Csehországban, Kroměříži járásban. Vrbka Bařice-Velké Těšany, Lubná, Nová Dědina, Sulimov és Halenkovice településekkel határos. Lakosainak száma 193 fő (2024. január 1.).

## Népesség
A település lakosságának változását az alábbi diagram mutatja:
| Lakosok száma | 334  | 302  | 307  | 243  | 255  | 206  | 196  | 184  | 194  | 193  |
|               | 1869 | 1890 | 1921 | 1950 | 1980 | 2001 | 2017 | 2019 | 2022 | 2024 |